# Герб Албанії
Герб Албанії — зображення чорного двоголового орла на червоному щиті. У верхній частині герба — шолом Скандербега, національного героя Албанії.

## Історичі герби

### Герб НСРА

Герб Народної Соціалістичної Республіки Албанії

Герб Народної Соціалістичної Республіки Албанії — зображення чорного двоглавого орла, обрамленого двома пучками колосся пшениці, що мали вгорі п'ятипроменеву червону зірку, а внизу перев'язані червоною стрічкою, на якій написана дата «24 травня 1944».